# Kristiansand Gladiators
I Kristiansand Gladiators sono una squadra di football americano, di Kristiansand, in Norvegia;.

## Storia
La squadra è stata fondata nel 1993 come Otra Raiders e ha assunto il nome attuale nel 2000 (pur utilizzando il nome precedente anche nella Sørlandets football liga); ha vinto 1 volta il titolo nazionale.
Nel 2015, da campioni uscenti, si sono ritirati dal campionato poche settimane prima dell'inizio.

## Dettaglio stagioni

### Tornei nazionali

#### Campionato

##### 1. divisjon (primo livello)/Eliteserien
| Stagione | regular season | regular season | regular season | regular season | regular season | regular season | playoff | playoff | playoff | playoff | playoff | playoff    | playoff          |
|          | Vin            | Par            | Per            | Tot            | PF             | PS             | Vin     | Per     | Tot     | PF      | PS      | risultato  | avversaria       |
| -------- | -------------- | -------------- | -------------- | -------------- | -------------- | -------------- | ------- | ------- | ------- | ------- | ------- | ---------- | ---------------- |
| 2009     | 2              | 0              | 4              | 6              | 48             | 157            | 0       | 1       | 1       | 0       | 69      | Semifinale | Eidsvoll 1814's  |
| 2012     | 4              | 0              | 2              | 6              | 101            | 94             | 1       | 1       | 2       | 20      | 28      | NM-Finale  | Oslo Vikings     |
| 2013     | 4              | 0              | 3              | 7              | 129            | 139            | 1       | 1       | 2       | 32      | 35      | NM-Finale  | Eidsvoll 1814's  |
| 2014     | 5              | 0              | 2              | 7              | 193            | 90             | 2       | 0       | 2       | 38      | 27      | Campioni   | Eidsvoll 1814's  |
| 2018     | -              | -              | -              | -              | -              | -              | 0       | 1       | 1       | 34      | 76      | Wild Card  | Vålerenga Trolls |
| 2019     | 3              | 0              | 3              | 6              | 177            | 156            | 1       | 1       | 2       | 75      | 74      | Semifinale | Eidsvoll 1814's  |
| 2021     | 4              | 0              | 2              | 6              | 166            | 113            | -       | -       | -       | -       | -       | -          | -                |
| Totale   | 22             | 0              | 16             | 38             | 814            | 749            | 5       | 5       | 10      | 199     | 309     |            |                  |

Fonti: Enciclopedia del Football - A cura di Roberto Mezzetti

##### Dameserien
| Stagione | regular season | regular season | regular season | regular season | regular season | regular season | playoff | playoff | playoff | playoff | playoff | playoff   | playoff          |
|          | Vin            | Par            | Per            | Tot            | PF             | PS             | Vin     | Per     | Tot     | PF      | PS      | risultato | avversaria       |
| -------- | -------------- | -------------- | -------------- | -------------- | -------------- | -------------- | ------- | ------- | ------- | ------- | ------- | --------- | ---------------- |
| 2015     | 3              | 0              | 0              | 3              | 32             | 13             | 0       | 1       | 1       | 0       | 18      | NM-finale | Vålerenga Trolls |
| 2016     | 3              | 0              | 0              | 3              | 72             | 16             | 0       | 1       | 1       | 6       | 21      | NM-finale | Vålerenga Trolls |
| Totale   | 6              | 0              | 0              | 6              | 104            | 29             | 0       | 2       | 2       | 6       | 39      |           |                  |

Fonti: Enciclopedia del Football - A cura di Roberto Mezzetti

##### 2. divisjon (secondo livello)/1. divisjon (secondo livello)
| Stagione | regular season | regular season | regular season | regular season | regular season | regular season | playoff | playoff | playoff | playoff | playoff | playoff       | playoff    |
|          | Vin            | Par            | Per            | Tot            | PF             | PS             | Vin     | Per     | Tot     | PF      | PS      | risultato     | avversaria |
| -------- | -------------- | -------------- | -------------- | -------------- | -------------- | -------------- | ------- | ------- | ------- | ------- | ------- | ------------- | ---------- |
| 1993     | 0              | 0              | 6              | 6              | 42             | 309            | -       | -       | -       | -       | -       | -             | -          |
| 2001     | 5              | 0              | 3              | 8              | 26             | 100            | -       | -       | -       | -       | -       | -             | -          |
| 2010     | 4              | 0              | 1              | 5              | 159            | 72             | 1       | 0       | 1       | 26      | 18      | Campioni      | AFC Show   |
| 2011     | 4              | 0              | 2              | 6              | 94             | 60             | -       | -       | -       | -       | -       | Secondo posto | -          |
| 2017     | 6              | 0              | 0              | 6              | 146            | 48             | -       | -       | -       | -       | -       | Campioni      | -          |
| 2018     | 4              | 0              | 2              | 6              | 141            | 100            | -       | -       | -       | -       | -       | -             | -          |
| Totale   | 23             | 0              | 14             | 37             | 608            | 689            | 1       | 0       | 1       | 26      | 18      |               |            |

Fonti: Enciclopedia del Football - A cura di Roberto Mezzetti

##### 2. divisjon (terzo livello)
| Stagione | regular season | regular season | regular season | regular season | regular season | regular season | playoff | playoff | playoff | playoff | playoff | playoff   | playoff    |
|          | Vin            | Par            | Per            | Tot            | PF             | PS             | Vin     | Per     | Tot     | PF      | PS      | risultato | avversaria |
| -------- | -------------- | -------------- | -------------- | -------------- | -------------- | -------------- | ------- | ------- | ------- | ------- | ------- | --------- | ---------- |
| 2016     | 6              | 0              | 0              | 6              | 247            | 27             | -       | -       | -       | -       | -       | Campioni  | -          |
| 2021     | 3              | 0              | 0              | 3              | 108            | 48             | -       | -       | -       | -       | -       | Campioni  | -          |
| Totale   | 9              | 0              | 0              | 9              | 355            | 75             | -       | -       | -       | -       | -       |           |            |

Fonti: Enciclopedia del Football - A cura di Roberto Mezzetti

### Tornei locali

#### Sørlandets football liga
| Stagione | regular season | regular season | regular season | regular season | regular season | regular season | playoff | playoff | playoff | playoff | playoff | playoff   | playoff        |
|          | Vin            | Par            | Per            | Tot            | PF             | PS             | Vin     | Per     | Tot     | PF      | PS      | risultato | avversaria     |
| -------- | -------------- | -------------- | -------------- | -------------- | -------------- | -------------- | ------- | ------- | ------- | ------- | ------- | --------- | -------------- |
| 2004     | 4              | 0              | 2              | 6              | 119            | 84             | -       | -       | -       | -       | -       | -         | -              |
| 2005     | 4              | 0              | 1              | 5              | 100            | 49             | 0       | 1       | 1       | 0       | 21      | Finale    | Ganddal Giants |
| Totale   | 8              | 0              | 3              | 11             | 219            | 133            | 0       | 1       | 1       | 0       | 21      |           |                |

Fonti: Enciclopedia del Football - A cura di Roberto Mezzetti

### Riepilogo fasi finali disputate
| Anno            | Luogo    | Evento                   | Fase del torneo | Incontro                                   | Risultato |
| 8 maggio 2005   | Søgne    | Sørlandets football liga | Finale          | Ganddal Giants - Kristiansand Gladiators   | 21 - 0    |
| 21 giugno 2009  | Eidsvoll | 1. divisjon              | Semifinale      | Eidsvoll 1814's - Kristiansand Gladiators  | 69 - 0    |
| 26 giugno 2010  |          | 2. divisjon              | Finale          | AFC Show - Kristiansand Gladiators         | 18 - 26   |
| 7 luglio 2012   |          | 1. divisjon              | NM Finale       | Oslo Vikings - Kristiansand Gladiators     | 28 - 13   |
| 6 luglio 2013   |          | 1. divisjon              | NM Finale       | Eidsvoll 1814's - Kristiansand Gladiators  | 28 - 7    |
| 12 luglio 2014  | Jordal   | Eliteserien              | NM Finale       | Eidsvoll 1814's - Kristiansand Gladiators  | 21 - 24   |
| 31 ottobre 2015 |          | Dameserien               | Finale          | Kristiansand Gladiators - Vålerenga Trolls | 0 - 18    |
| 22 ottobre 2016 |          | Dameserien               | Finale          | Vålerenga Trolls - Kristiansand Gladiators | 21 - 6    |
| 23 giugno 2018  | Oslo     | Eliteserien              | Wild Card       | Vålerenga Trolls - Kristiansand Gladiators | 76 - 34   |
| 29 giugno 2019  | Eidsvoll | Eliteserien              | Semifinale      | Eidsvoll 1814's - Kristiansand Gladiators  | 68 - 13   |

## Palmarès
- 1 Campionato norvegese (2014)
- 1 Coppa di Norvegia (2007)
- 2 Campionati norvegesi di secondo livello (2010, 2017)
- 2 Campionati norvegesi di terzo livello (2016, 2021[3])
- 3 Campionati norvegesi Under-19 (2014)